# محمدرضا حقگو
محمدرضا حقگو (زاده ۲۹ بهمن ۱۳۲۵ در بیرجند) بازیگر سینما، تئاتر و تلویزیون ایرانی است.

## زندگی
محمدرضا حقگو سال ۱۳۲۵ در بیرجند زاده شد.
تحصیلات ابتدایی تا دیپلم را در بیرجند گذراند و پس از سربازی، در تهران با تحصیل بازیگری و کارگردانی تئاتر از دانشکده هنرهای دراماتیک در سال‌های ۵۲ لغایت ۵۷ کارشناسی هنری خود را دریافت نمود. فعالیت بازیگری را در سال‌های ۴۲–۴۳ در دبیرستان شروع کرد که در ضمن آن با گروه‌های نمایشی هنگ ژاندارمری و مرکز تیپ آموزشی ارتش تا سال ۱۳۴۶ همکاری و تجربه کسب نمود.
پس از اتمام خدمت سربازی و بعد از آن در سال ۱۳۴۹ در تهران به استخدام وزارت دارایی درآمد و از سال ۱۳۵۲ ضمن کار اداری در دانشکده هنرهای دراماتیک مشغول تحصیل رشته بازیگری و کارگردانی.

## تئاتر
حقگو از سال ۱۳۴۳ بازیگری تئاتر را در دبیرستان با گروه‌های نمایشی هنگ ژاندارمری و مرکز تیپ آموزشی ارتش آغاز کرد که این تجربه و همکاری تا سال ۱۳۴۶ ادامه یافت.
برخی از تئاترهای دبیرستان و ارتش او عبارتند از:
- دوستان، ۱۳۴۳
- پزشک قلابی، ۱۳۴۳
- افتخار برای وطن، ۱۳۴۴
- خلیه عباسی، ۱۳۴۴
- دلیران طوس، ۱۳۴۴
- شاعر بی نوا، ۱۳۴۴
- اعتیاد بلای جان، ۱۳۴۴
- نوکر پر توقع، ۱۳۴۴
- غروب در دیار غریب، ۱۳۴۵
- عروس قلابی، ۱۳۴۵
- یعقوب لیث، ۱۳۴۵
- سرباز وطن، ۱۳۴۵
- شب کلاه سلیمان، ۱۳۴۶
- غلام حیدر به حجله می‌رود، ۱۳۴۶
- آگهی ازدواج، ۱۳۴۶
- تاجگذاری نادر در دشت مغان، ۱۳۴۶
- وزیر خان لنکران، ۱۳۵۲
- ماندراگولا، ۱۳۵۶
- سی زیف و مرگ، ۱۳۵۷
- براند، ۱۳۵۸
- شاهزاده وشهسوار، ۱۳۹۱

## سینما
پس از اتمام دورهٔ سربازی در سال ۱۳۵۲ ضمن کار اداری وزارت دارایی در دانشکده هنرهای دراماتیک مشغول به تحصیل در رشته بازیگری و کارگردانی گردید و در دانشکدهٔ هنرهای دراماتیک تحت نظر اساتیدی چون رکن‌الدین خسروی، اسماعیل شنگله، نصرت کریمی و... تعلیم یافت. وی همچنین قبل از ورود به دانشکده، در کلاس‌های آزاد ادارهٔ دراماتیک وابسته به وزارت فرهنگ و هنر نیز شرکت کرده بود.

## تلویزیون
اولین فعالیت او در تلویزیون تله تئاتر دو قسمتی بازرگان به سال ۱۳۵۴ بود و آخرین کار پخش شده از او در تلویزیون سریال معمای شاه در سال ۱۳۹۴ بود که از شبکه اول سیما پخش گردید.

## سایر
او علاوه بر بازیگری در سال‌های ۱۳۴۳–۱۳۴۶ کارگردانی تئاتر هم انجام داده‌است.

## فیلم‌شناسی

### فیلم کوتاه
- عرض حال، ۱۳۶۹

### سینما
1. کج کلاخان، ۱۳۵۲
2. شب غریبان، ۱۳۵۳
3. علف‌های هرز، ۱۳۵۴
4. ماهی‌ها در خاک می‌میرند، ۱۳۵۵
5. بوی گندم، ۱۳۵۶
6. دانه‌های گندم، ۱۳۵۹
7. آتش پنهان، ۱۳۶۹
8. روز فرشته، ۱۳۷۲
9. روز واقعه، ۱۳۷۳
10. مهریه بی بی، ۱۳۷۳
11. سال‌های بی‌قراری، ۱۳۷۳
12. عاشق فقیر، ۱۳۷۴
13. مرد عوضی، ۱۳۷۶
14. لژیون، ۱۳۷۷
15. سیب سرخ حوا، ۱۳۷۷
16. آسمان پرستاره، ۱۳۷۸
17. بانوی من، ۱۳۸۱
18. به من نگاه کن، ۱۳۸۲
19. شاه خاموش، ۱۳۸۲
20. روز رستاخیز، ۱۳۸۹

### تله فیلم
- تله تئاتر بازرگان، ۱۳۵۴
- تله تئاتر نوکرها و اربابها، ۱۳۶۵
- تله تئاتر مدرس، ۱۳۶۵
- تله تئاتر دلاوران کازبا، ۱۳۶۶
- تله تئاتر سمیرا، ۱۳۶۶
- تله فیلم اورامان، ۱۳۸۶
- تله فیلم محبوبه ۱۳۸۷
- تله فیلم ای دوست مرا به خاطرآور، ۱۳۸۷
- تله فیلم بیا از گذشته حرف بزنیم، ۱۳۸۷
- تله فیلم خانم بزرگ خواب می‌بیند، ۱۳۸۸
- تله فیلم میش، ۱۳۸۸
- تله فیلم احیا، ۱۳۸۹
- تله فیلم جایی برای اشتباه نیست، ۱۳۸۹
- تله فیلم آقای مدیر۱۳۹۲
- تله فیلم شیر یا خط، ۱۳۹۲
- تله فیلم مردها فرشته نیستند(هکر)، ۱۳۹۳

### مجموعه تلویزیونی
| سال       | نام                      |
| --------- | ------------------------ |
| ۱۳۶۶      | مدرس                     |
| ۱۳۶۷      | تهران ۵۳                 |
| ۱۳۶۸–۱۳۶۷ | پدر                      |
| ۱۳۶۸      | بهارانه                  |
| ۱۳۶۹      | راز باغچه                |
| ۱۳۷۰      | مش خیرالله صندوقچه اسرار |
| ۱۳۷۰      | روزی روزگاری             |
| ۱۳۷۰–۱۳۷۵ | امام علی                 |
| ۱۳۷۲      | آپارتمان                 |
| ۱۳۷۳–۱۳۷۲ | فاصله                    |
| ۱۳۷۳      | بسیج                     |
| ۱۳۷۴      | زیر گنبد کبود            |
| ۱۳۷۴      | مرد قانون                |
| ۱۳۷۴      | عیاران                   |
| ۱۳۷۵–۱۳۷۴ | فروشگاه                  |
| ۱۳۷۵      | نسیم                     |
| ۱۳۷۶      | شن‌های کف رودخانه         |
| ۱۳۷۵      | جدال با سرنوشت           |
| ۱۳۷۷      | محاکمه                   |
| ۱۳۷۷-۷۸   | بگذار آفتاب برآید        |
| ۱۳۷۸-۷۹   | قطار ابدی                |
| ۱۳۷۹      | یک میهمان                |
| ۱۳۷۹–۱۳۸۰ | تفنگ سرپر                |
| ۱۳۷۹      | نوروزی‌ها                 |
| ۱۳۸۰      | گمگشته                   |
| ۱۳۸۰      | خسته نباشید              |
| ۱۳۸۱      | زیر آسمان شهر            |
| ۱۳۸۱      | کاکتوس                   |
| ۱۳۸۲      | روزهای به یاد ماندنی     |
| ۱۳۸۱      | پروفسورهای بعد از این    |
| ۱۳۸۲      | دایره تردید              |
| ۱۳۸۱–۱۳۸۲ | دیوانه در شهر            |
| ۱۳۸۲      | کارگران                  |
| ۱۳۸۲      | کوچهٔ اقاقیا              |
| ۱۳۸۲      | باغچهٔ مینو               |
| ۱۳۸۳      | عسل‌ها و مثل‌ها            |
| ۱۳۸۳      | شیخ بهایی                |
| ۱۳۸۳      | غنچه و خاله کوکب         |
| ۱۳۸۴–۱۳۸۵ | مختارنامه                |
| ۱۳۸۴      | او یک فرشته بود          |
| ۱۳۸۴      | مرده متحرک               |
| ۱۳۸۵      | یک و نیم هفته            |
| ۱۳۸۶      | سه در چهار               |
| ۱۳۸۷      | الف - ب                  |
| ۱۳۸۷      | بانو                     |
| ۱۳۸۸      | آشپزباشی                 |
| ۱۳۸۸      | مسافران                  |
| ۱۳۸۶      | کارآگاه علوی             |
| ۱۳۹۰      | کسی خوابه                |
| ۱۳۹۱      | خداحافظ بچه              |
| ۱۳۹۴      | معمای شاه                |
| ۱۴.۳      | سلمان فارسی              |